# FT-817
FT-817とは、八重洲無線 (旧:バーテックススタンダード) が製造していたアマチュア無線機のひとつ。オールモードHF～430MHzの小型筐体モデルである。

## 特徴
車に発電機や大型の固定機を持参して行う移動運用とは違い、荷物の限られる徒歩での移動運用にオールモードで HF～430MHz まで手軽に出ることが出来る機種である。乾電池やニッケル水素の内蔵バッテリに直付けアンテナというハンディ機のようなコンパクトでまとまりのある運用が可能である。サイズは一般的なモービル機と同じくらいであり、「ポータブル機」 などと呼ばれることが多い。電源は外部から取ることも可能で多様性がある。
徒歩や公共交通機関を利用して山や公園などへ持って行き、ベンチに座って商用電源や安定化電源を用いず、主に蓄電池を使用しての "移動運用" や送信出力の小さな QRP運用によく使用される。また、その機動性と電源の多様性から非常用通信等にも利用しやすい。
電池運用が可能な上、コンパクトで軽量、HF～UHFまでオールモードで幅広い運用スタイルでの通信ができる。筐体に直接接続できるアンテナも多数用意されているので、持ち運んでの移動運用に抜群の機動性を持つ。よってライバルの無線機は他に存在しないと言え、2000年の発売から10年以上経過した現在でも、全くと言っていい程にスタイルを変えず販売が継続されている稀有な無線機である。
2018年3月に事実上の後継機となるFT-818が発売され、同時にFT-817は生産終了となった。

## 概要
液晶表示画面は小さいが、フルドットマトリクス液晶で運用に必要となる情報は表示されている。面積の関係からボタン類は少なく、基本的にファンクションキー＆メニューでの設定・操作となる。
アンテナ端子は前面にBNC端子、後ろ側にM端子が付いており、どちらの端子を使用するかはメニューから切り替えて出力を行うことができる。回路構成上、背面のM端子より前面のBNC端子の方が消費電力が少なく、電池で運用されることが多いこの製品では可能であれば BNC端子で運用を行った方が、電池が長持ちする。
本体下部（表示部を手前にしておいた場合） の 「おなか」 部分に、単3電池8本分のバッテリーを内蔵可能である。FT-817ND（現行製品）からは、ニッケル水素バッテリーが標準添付されているが、これを乾電池ホルダに入れ替えることにより、乾電池での運用が可能である。改造により　市販の単三ニッケル水素8本を充電して使用する事も可能である。ただし、設計上の問題か、電池は早く消耗するので、内蔵電池での長時間運用は望めない。また、内蔵電池を使用した際の最大出力は2.5W である。但し、5Wに設定も出来るが　実力としては約4W程度であり、当然のことながら使用時間は短くなる。
小形機ではあるものの、標準装備でVOX・ATT・トーンスケルチ・メモリー等の機能があり、モードもFM・CW・SSB・のほかに AM・パケット・データ通信等（要 TNC）に対応している。テンキー付のマイクや、追加SSB/CW用フィルター、パケット通信用のケーブル等、オプションも数多く用意されている。

## 価格
標準価格: 101,640円（税込）

## 仕様
公式ページにて詳細な情報が掲載されていないことから、主なものをここに転記する。
- 外部電源: 定格電圧: 13.8VDC±15%（マイナス接地）
  - 使用可能電圧: 8.0～16.0V
- 内部電池: 単三乾電池: 12.0V (FNB-72: 9.6V)
- 消費電流: 受信無信号時: 約250mA 
  - 受信定格出力時: 約450mA
  - 送信定格出力時: 約2.0A
- 外形寸法: 135mm(W)×38mm(H)×165mm(D)（突起物含まず。）
- 重量: 約1.17kg（乾電池・アンテナを含む,マイクは含まず。）
- 電波型式: A1A(CW),A3E(AM),J3E(LSB/USB),F3E(FM)
- 周波数ステップ: 最小10Hz(CW/SSB),100Hz(AM/FM)
- 定格送信出力(13.8V時): 5W(SSB/CW/FM),1.5W(AM)

## 主な運用方法
コンパクトゆえに、出張や旅行、登山などに荷物と一緒に持って行き、ロケーションのよい場所で手軽に運用が可能である。非常通信にも利用しやすい。アンテナチューナーを内蔵していないので、チューナー前提の運用には別途アンテナチューナーが必要である。FT-817専用に作られた米国LDG社Z-817（乾電池式、同社4：1バランを併用するとロングワイヤーアンテナも使用可）などが良く用いられる。また、内蔵電池では出力は 2.5W 程度であり、外付けバッテリ (11V以上印加) を使用しても最大出力が 5W のため、大規模なコンテストやサービス移動の運用にはあまり適さない（ただしリニアアンプ等を使用すれば出力上の問題は解決できる）。
本体に直付けをしたアンテナと内蔵バッテリ&ハンドマイクという最小限の構成から、外付け大容量バッテリに外部八木アンテナや釣竿＆ダイポールアンテナを使用した運用まで、その時の目的に応じて様々なスタイルでの運用が可能である。純正の直付け付属アンテナでは 50MHz～430MHz でしか使用できないが、市販品で直付けにて HF にも出ることが出来るアンテナが存在する。また、外付けのお手軽アンテナでは、荷物にならない、ミズホ通信（廃業）の 「ポケットダイポール」 や、ラディックスの軽量 HB9CV アンテナなどがよく用いられる。2011年には第一電波工業から7～50MHz広帯域ハンディアンテナとしてBNCコネクタタイプの「RHM8B」が発売となり、よく用いられるようになった。いわゆる、スクリュードライバーアンテナで手動でFT-817内蔵のSWR計を見ながら長さ調節を行うものである（HF帯での運用では5m程度のラジアルをGND端子に接続することが必要）。
本機を使用するに当たって、市販品をしのぐ小型・軽量で荷物にならないアンテナを自作して、山頂などで使用しているコアなユーザーが多いのも、特徴の一つである。

## 本機の問題点と課題

### 設計上の改良点
発売から10年以上たっており、秀逸な製品ながら改良を望むポイントが多く見られるようになってきた。例えば、2010年代では電気製品のバッテリとしては一般的で主流になっているリチウムイオンバッテリを内蔵できるようにすること、ファイナルが飛ばない様にする事、より省電力にすること、DSP などの運用補助機能を搭載することなどがあげられる。

### サードパーティーの存在
本機を使用するに当たって、より快適・便利に使用できるようにするためにサードパーティーからいくつか本機専用のアクセサリが、アサップシステムなどから発売されている。例えば、ダイヤルを操作しやすくするツマミや、本機で使うのに適した AC アダプタ、チルトアップスタンド、内蔵電池の代わりに本体に装着できる空冷ファンなどがある。

## 歴史
- 2000年（平成12年）
  - 8月25日　日本アマチュア無線振興協会(JARD)による工事設計認証（八重洲無線製造 工事設計認証番号KN294）
  - 9月29日　発売
- 2001年（平成13年）
  - 2001年度グッドデザイン賞受賞
  - FT-817NDに改良され、オプションであったバッテリーが付属品となった。
- 2005年（平成17年）　無線設備規則改正
  - KN294の認証は平成17年11月30日以前[1]の為、2022年12月1日以降は認証が無効となる。（技適マーク#無線設備規則附則に定めるものを参照）
- 2007年（平成19年）　JARDによる工事設計認証（バーテックススタンダード製造 工事設計認証番号002KN453）
- 2018年（平成30年）　販売終了。後継のFT-818販売開始。